# 拉尼勒塞克
拉尼勒塞克（法語：Lagny-le-Sec，法語發音：[laɲi lə sɛk]）是法国瓦兹省的一个市镇，属于桑利斯区。

## 地理
拉尼勒塞克（49°5'12"N, 2°44'39"E）面积11.23 平方千米，位于法国上法蘭西大區瓦兹省，该省份为法国北部内陆省份，北起索姆省，西接厄尔省和滨海塞纳省，南至塞纳-马恩省和瓦兹河谷省，东临埃纳省。
与拉尼勒塞克接壤的市镇（或旧市镇、城区）包括：鲁夫尔、圣帕蒂、埃沃、勒普莱西贝尔维尔、马尔谢莫雷。

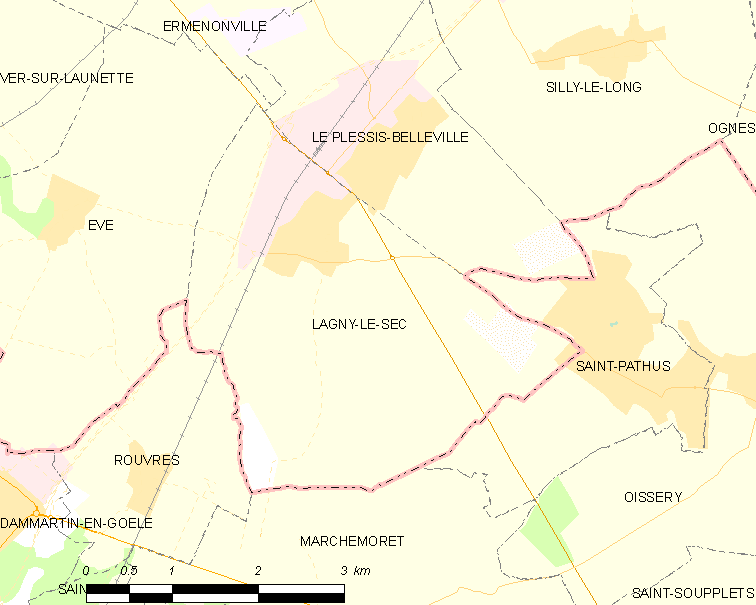
拉尼勒塞克的OSM定位图

拉尼勒塞克的时区为UTC+01:00、UTC+02:00（夏令时）。

## 行政
拉尼勒塞克的邮政编码为60330，INSEE市镇编码为60341。

## 政治
拉尼勒塞克所属的省级选区为楠特伊勒欧杜安县。

## 人口

1962-2008年间拉尼勒塞克人口变化图示

拉尼勒塞克于2022年1月1日时的人口数量为2046人。